# Charitoceros
Charitoceros is een geslacht van uitgestorven hertachtigen uit de Capreolinae. Deze soort leefde tijdens het Pleistoceen in Zuid-Amerika. De typesoort is Charitoceros tarijensis.

## Vondsten
Charitoceros is bekend van fossiele vondsten in de afzettingen van Tarija in Bolivia.